# Bataille de Petite-Rivière
Pour les articles homonymes, voir Petite-Rivière.
Révolution haïtienne
Batailles
Insurrections (1791-1793)
- Bois-Caïman
- Croix-des-Bouquets
- Morne Pelé
- 1re La Tannerie
- Port-au-Prince
- Le Cap-français

Interventions espagnoles et britanniques (1793-1798)
- 2e La Tannerie
- Marmelade
- Saint-Michel-de-l'Attalaye
- Ennery
- 3e La Tannerie
- Fort-Dauphin
- 1re Tiburon
- L'Acul
- La Bombarde
- 2e Tiburon
- Les Gonaïves
- Port-Républicain
- 1re Dondon
- Massacre de Fort-Dauphin
- Saint-Marc
- Léogane
- Saint-Raphaël
- Trutier
- 3e Tiburon
- 1re Verrettes
- Grande-Rivière
- Mirebalais
- Las Cahobas
- 2e Verrettes
- Petite-Rivière
- 2e Dondon
- 1re Les Irois
- Jean-Rabel
- 2e Les Irois

Guerre des couteaux (1799-1800)
- Jacmel

Expédition de Saint-Domingue (1802-1803)
- La Ravine-à-Couleuvres
- Kellola
- Plaisance
- La Crête à Pierrot
- Noyades du Cap-Français
- Port-au-Prince
- Vertières
- Massacres de 1804 en Haïti

La bataille de Petite-Rivière se déroula pendant la révolution haïtienne.

## La bataille
Vaincue à la bataille des Verrettes, l'armée anglo-royaliste commandée par le colonel Dessources se replie en direction de Saint-Marc poursuivie par les troupes républicaines. Le lieutenant-colonel mulâtre Madiou, chef de l'artillerie propose de se replier en passant par les montagnes plutôt que de prendre la grande route où le risque d'être enveloppé était plus important, mais le colonel Dessources, « homme d'un courage à toute épreuve, mais plein de fougue » selon l'historien Thomas Madiou, choisit d'effectuer la retraite par la grand route. Mais en chemin une pluie violente s'abat sur la troupe, la ralentit et rend les fusils hors d'usage. L'armée républicaine, distante de deux lieues n'est pas touchée par cette averse et rattrape les Royalistes à la Petite Rivière de l'Artibonite. Ces derniers opposent une longue résistance, combattant à la baïonnette, mais finissent par être anéantis. Le lieutenant-colonel Madiou se distingue à la tête de l'artillerie, mais dans la déroute, préfère se suicider plutôt que d'être capturé. Les Anglais et les Royalistes, en déroute, sont sabrés par les dragons. Dessources, lui-même est pris, mais l'officier Pierre-Louis Diane le fait relâcher. Dessources sera reconduit par 10 soldats sur Saint-Marc, il rentrera dans la ville, presque nu et couvert de boue, sa légion totalement anéantie. Victorieux, Toussaint poursuivit sa marche et reprit Mirebalais.
Toussaint conclut son rapport du 31 août :

« L'ennemi n'avait pas eu la précaution d'établir sur la route de Saint-Marc des camps de réserve pour protéger sa retraite... J'usai de ruse pour l'enhardir à passer par la grande route, voici comment :  Il pouvait du bourg des Verrettes observer tous mes mouvements, je fis défiler à sa vue mon armée du côté du Mirebalais, pour lui donner a croire que j'y portais de gros renforts, et un moment après, je la fis rentrer par une colline dans le bourg de la Petite-Rivière, sans qu'il s'en aperçût. L'ennemi donna dans le panneau; il sembla même précipiter sa retraite. Je fis alors passer la rivière à une nombreuse cavalerie à la tête de laquelle je me mis, pour l'atteindre bien vite, l'amuser et donner le temps à mon infanterie qui venait derrière avec une pièce de canon de me joindre. Cette manœuvre réussit à merveille.
J'avais eu la précaution de faire partir de la Petite-Rivière, pour l'habitation Moreau, au Détroit, une pièce de quatre pour battre l'ennemi par le flanc droit à son passage. Pendant le temps que je le harcelais avec ma cavalerie, mon infanterie avançait à grands pas avec la pièce de canon; aussitôt qu'elle m'eut joint, j'ai fait passer deux colonnes à droite et à gauche pour prendre l'ennemi par les flancs. Ces deux colonnes arrivées à la portée du pistolet, j'ai fait servir l'ennemi à la républicaine. Il continuait sa route en faisant toujours assez bonne contenance; cependant le premier coup de canon que je lui fis tirer, et qui lui a fait beaucoup de mal lui fit abandonner d'abord un cabrouët et une pièce de canon; je fis redoubler la charge, et de suite j'ai été le maître de trois autres pièces de canons, de deux cabrouëts chargés de munitions et de sept autres pleins de blessés qui ont été promptement envoyés sur les derrières. C'est alors qu'il a commencé à fuir dans le plus grand désordre, enfin la tète des fuyards s'est trouvée à portée de la pièce de canon que j'avais postée au Détroit sur l'habitation Moreau, et quand l'ennemi s'est vu pris par devant, par derrière et de tous les côtés, le brave, l'impertinent Dessources a descendu de cheval et a foncé dans les halliers avec les débris de son armée en criant : Sauve qui peut !
La pluie et la nuit m'ont fait discontinuer de les poursuivre. Ce combat a duré depuis onze heures du matin jusqu'à six heures du soir, il ne m'a coûté que la perte de six hommes, et autant de blessés. J'ai jonché le chemin de cadavres pendant l'espace de plus d'une lieue; ma victoire a été des plus complètes et si le fameux Dessources a le bonheur de rentrer à Saint-Marc ce sera sans canon, sans bagage, enfin ce qui s'appelle sans tambour ni trompette. Il a tout perdu, jusqu'à l'honneur, si de vils royalistes sont susceptibles d'en avoir. Il se rappellera longtemps de la leçon républicaine que je lui ai donnée.
Je me plais à vous transmettre, mon général, les éloges que méritent Dessalines, commandant de Saint-Michel; Guy, commandant de la Petite-Rivière; Clairvaux, commandant le bataillon de la Marmelade ; Desrouleaux et généralement tous les officiers et les soldats de l'armée. Le bataillon des sans-culottes surtout, qui voyait le feu pour la seconde fois a fait preuve du plus grand courage,
Je vous désire, mon général, la meilleure santé.
Salut en l'amour de la patrie. »